# Lawana pura
Lawana pura är en insektsart som först beskrevs av Schmidt 1904.  Lawana pura ingår i släktet Lawana och familjen Flatidae. Inga underarter finns listade i Catalogue of Life.